# Švédsko na Letních olympijských hrách 1928
Švédsko na Letních olympijských hrách 1928 v nizozemském Amsterdamu reprezentovalo 100 sportovců, z toho 87 mužů a 13 žen. Nejmladším účastníkem byla Marianne Gustafsson (15 let, 164 dní), nejstarší pak John Sandblom (57 let, 28 dní). Reprezentanti vybojovali 25 medailí, z toho 7 zlatých, 6 stříbrných a 12 bronzových.

## Medailisté
| Medaile | Jméno                                                                                  | Sport           | Disciplína                            |
| ------- | -------------------------------------------------------------------------------------- | --------------- | ------------------------------------- |
| Zlato   | Erik Lundqvist                                                                         | Atletika        | Muži hod oštěpem                      |
| Zlato   | Sven Thofelt                                                                           | Moderní pětiboj | Muži jednotlivci                      |
| Zlato   | Sven Thorell                                                                           | Jachting        | Muži třída Finn                       |
| Zlato   | Arne Borg                                                                              | Plavání         | Muži 1 500 m volný styl               |
| Zlato   | Johan Richthoff                                                                        | Zápas           | volný styl nad 97 kg                  |
| Zlato   | Thure Sjöstedt                                                                         | Zápas           | volný styl do 87 kg                   |
| Zlato   | Rudolf Svensson                                                                        | Zápas           | řecko-římský nad 82,5 kg              |
| Stříbro | Erik Byléhn                                                                            | Atletika        | Muži běh na 800 m                     |
| Stříbro | Ossian Skiöld                                                                          | Atletika        | Muži hod kladivem                     |
| Stříbro | Nils Ramm                                                                              | Box             | Muži váha těžká 79,4 kg               |
| Stříbro | Carl Bonde Janne Lundblad Ragnar Olson                                                 | Jezdectví       | Družstva drezura                      |
| Stříbro | Bo Lindman                                                                             | Moderní pětiboj | Muži jednotlivci                      |
| Stříbro | Erik Malmberg                                                                          | Zápas           | řecko-římský do 62 kg                 |
| Bronz   | Edvin Wide                                                                             | Atletika        | Muži běh na 10 000 m                  |
| Bronz   | Edvin Wide                                                                             | Atletika        | Muži běh na 5 000 m                   |
| Bronz   | Inga Gentzelová                                                                        | Atletika        | Ženy běh na 800 m                     |
| Bronz   | Ruth Svedbergová                                                                       | Atletika        | Ženy hod diskem                       |
| Bronz   | Gunnar Berggren                                                                        | Box             | Muži lehká váha 61,2 kg               |
| Bronz   | Gösta Carlsson                                                                         | Cyklistika      | Muži silniční závod jednotlivců       |
| Bronz   | Erik Jansson Georg Johnsson Gösta Carlsson                                             | Cyklistika      | Družstvo mužů triall (hromadný start) |
| Bronz   | Laura Sjöqvist                                                                         | Skoky do vody   | Ženy věž 10 m                         |
| Bronz   | Ragnar Olson                                                                           | Jezdectví       | Jednotlivci drezura                   |
| Bronz   | Karl Hansén Carl Bjornstjerna Ernst Hallberg                                           | Jezdectví       | Družstvo parkurové skákání            |
| Bronz   | Carl Sandblom John Sandblom Philip Sandblom Tore Holm Clarence Hammar Wilhelm Törsleff | Jachting        | Muži třída 8 metre class              |
| Bronz   | Arne Borg                                                                              | Plavání         | Muži 400 m volný styl                 |